# Корхонен, Вяйнё
Вяйнё Калеви Корхонен (фин. Wäinö Kalevi Korhonen; 21 декабря 1926 — 13 декабря 2018) — финский пятиборец, призёр Олимпийских игр.
Вяйнё Корхонен родился в 1926 году в Яаски. В 1956 году на Олимпийских играх в Мельбурне он завоевал бронзовые медали в личном и командном первенствах; также он принял участие в соревнованиях по фехтованию, но безуспешно. В 1957—1959 годах становился призёром чемпионата мира.